# Chil Rajchman
Pour les articles homonymes, voir Rajchman.
Chil Rajchman  (1914-2004), juif polonais, est un des 57 survivants du camp d'extermination de Treblinka où au moins 750 000 juifs ont été assassinés. Son témoignage est paru en 2009 aux éditions Les Arènes sous le titre de Je suis le dernier juif - Treblinka. Peu de survivants de Treblinka ont rédigé et publié leur histoire.

## De la naissance à la déportation
Chil Meyer Rajchman est né le 14 juin 1914 à Lodz, alors dans l'Empire russe. Sa mère meurt en 1931. Issu d'une famille pauvre, il doit travailler de bonne heure pour aider son père à faire vivre ses 5 frères et sœurs. En octobre 1939, il quitte Lodz. La ville, polonaise depuis la fin de la première guerre mondiale, se trouve dans le Wartheland, la partie annexée par l'Allemagne. Elle est destinée à être aryanisée. Avec sa jeune sœur, Chil se réfugie dans une ville à une vingtaine de kilomètres de la ville, à Pruszkow où les mesures sont moins dures qu'à Lodz. Un de ses frères parvient à fuir dans la partie annexée par l'Union soviétique et parvient ainsi à survivre à la Shoah. Le reste de la famille est bientôt enfermé dans le ghetto. Chil est un temps réquisitionné pour le travail forcé. Il travaille dans un camp ferroviaire trois fois par semaine. Il raconte qu'il était souvent battu, sa sœur est envoyée au ghetto de Varsovie où il la retrouve quand la brigade du travail est dissoute en 1940.  Tous les Juifs de Pruszkow y sont acheminés. Il réussit à se procurer des papiers et se cache avec sa sœur dans le shtetl d'Ostrow Lubelski, à une trentaine de kilomètres au nord-est de Lublin. Mais il finit par  être raflé avec tous les juifs du Shtetl  et conduit avec sa sœur, qui a alors 28 ans à Treblinka, un camp d'extermination au début du mois d'octobre 1942.  Son récit commence à ce moment. « Les wagons tristes m’emportent vers ce lieu. Ils viennent de partout : de l’est et de l’ouest, du nord et du sud. De jour et de nuit, en toute saison : printemps, été, automne, hiver. Les convois y arrivent sans encombre, sans cesse, et Treblinka chaque jour prospère davantage. Plus il en arrive et plus Treblinka parvient à en absorber. » La torture commence dès l'entrée dans les wagons. À plus de 140 dans un seul wagon, ils ne peuvent pas bouger, les auxiliaires ukrainiens, que Chil Rajchman appelle « les assassins » comme les SS, viennent les frapper régulièrement. Ils n'ont ni à boire, ni à manger. Ils doivent donner leurs bijoux et leurs montres pour que les auxiliaires ukrainiens leur apportent un peu d'eau. Ils restent ainsi plus de 15h pour faire les 120 kilomètres qui les emmènent au camp de la mort.

## Treblinka
À l'arrivée, les hommes et les femmes sont séparés. Les deux groupes se déshabillent. Mais ce jour-là, les SS choisissent 100 hommes dont ils ont besoin pour le fonctionnement du camp. Ceux-là sont épargnés, les autres, hommes et femmes doivent courir nus dans le corridor qui les conduit dans les chambres à gaz de Treblinka où ils sont assassinés. 
Chil Rajchman doit, sous les coups et les insultes, débarrasser le quai de tous les bagages laissés par les déportés à leur arrivée et trier ensuite les vêtements des assassinés. Le travail doit être fait tête baissée. Si jamais quelqu'un se redresse, il est frappé.   Alors qu'un nouveau convoi s'annonce, les SS ont besoin de coiffeurs. Chil se porte volontaire avec son ami Leyb, tout en continuant entre les convois à trier le linge. Ce n'est que le soir qu'il peut pleurer la mort de sa sœur et des juifs d'Ostrow Lubelski. 
Le lendemain, il commence sa besogne de coiffeur. Il doit en quelques gestes couper rapidement les cheveux des femmes nues, le plus souvent en pleurs, avant qu'elles n'entrent dans la chambre à gaz, sous la surveillance de grades ukrainiens vociférants et violents. Après avoir  ouvert le gaz, les « assassins » demandent aux dix barbiers de chanter une « jolie » chanson pendant que les femmes agonisent. La peur des coups les pousse à s'exécuter. Ce jour-là, deux convois sont exterminés. 
Le jour suivant, il est emmené au camp no 2 pour recouvrir de sable les cadavres accumulés dans les fosses. Une vingtaine de déportés-esclaves qui ne travaillent pas assez vite sont assassinés d'une balle dans la nuque et enfouis dans les fosses avec les cadavres des gazés. Le responsable du Kommando du sable, un SS, est connu pour exécuter très souvent tous les hommes de son groupe.
Il devient ensuite porteur de cadavres sous les coups incessants des gardes. Il apprend vite que les déportés chargés du bon fonctionnement du camp (entre 700 et 1000 prisonniers) sont régulièrement assassinés pour être remplacés par des nouveaux arrivants mais il parvient pendant dix mois à échapper à la mort. Les immenses fosses dans lesquelles les juifs sont enterrés ont une superficie de 50 m sur 30 m et font près de 10 m de profondeur. Des détenus réceptionnent les cadavres et les alignent comme des sardines de façon à pouvoir déposer le plus grand nombre possible de corps dans une fosse.  
Au début du mois de novembre 1942,  Chil Rajchman est affecté au Kommando des dentistes. Il arrache les dents des cadavres, les plombages aussi pour récupérer les métaux, or, plomb, platine… Celui qui oublie une dent est sévèrement battu. Il y a, à cette époque, deux bâtiments  consacrés à l'assassinat de masse; un bâtiment de 10 chambres comprenant des pièces qui permettent d'entasser 400 personnes et un autre plus petit de 3 chambres pouvant contenir chacune 450 à 500 personnes. Dans le premier bâtiment, il faut près de trois quarts  d'heures aux juifs pour mourir dans d'atroces souffrances, dans l'autre, vingt minutes suffisent. Les nazis peuvent assassiner 3000 juifs à l'heure. Le gaz utilisé est le monoxyde de carbone.
Le 10 décembre 1942, des juifs d'Ostriowec refusent d'entrer dans les chambres à gaz et se battent, nus et sans armes contre les gardes. Le rythme des convois diminue autour de Noël car beaucoup de SS ont des permissions. Ils apportent comme cadeaux à leurs épouses des robes et des bijoux volés aux juifs exterminés. Le 10 janvier 1943, les convois reprennent. Les gardes ukrainiens et SS s'amusent à laisser les femmes nues dehors pendant des heures dans un froid glacial avant de les laisser entrer dans les chambres à gaz. 
En février 1943,  le problème du camp devient celui des cendres. En effet, dans le cadre de l'opération 1005, les nazis ont décidé de rouvrir les charniers pour brûler les cadavres afin de ne laisser aucune trace de leurs forfaits. Une brigade des cendres est donc créée à Treblinka. Elle doit entre autres réduire en morceaux les os qui n'ont pas été réduits en cendres après la crémation des corps sur les bûchers. Lorsque le « spécialiste », le SS Herbert Floss arrive à Treblinka, les méthodes de crémation « s'améliorent ». Les corps sont empilés en pyramide sur des rails. Du petit bois est disposé sous le tas de cadavres et le feu est allumé. Les pelleteuses déterrent les corps putréfiés que les déportés entassent sur les bûchers afin qu'ils puissent être brûlés.  Les nazis s'aperçoivent que le travail est moins bien fait si les déportés sont renouvelés trop souvent. Ils les  laissent donc vivre plus longtemps. Ceux-ci  ont le temps de se connaître et peuvent peu à peu réfléchir au moyen de résister.
Au mois d'avril 1943, des Juifs venus de la province de Thrace, annexée par la Bulgarie sont gazés à Treblinka. À partir de juin 1943, le nombre de convois commence à diminuer fortement, alors que les bûchers n'en finissent pas de réduire en cendres les corps des Juifs assassinés. Les fossés vidés sont aplanis et on ensemence dessus du lupin, juste à temps (deux jours avant) pour la visite de Himmler, le 1er juillet.
Pendant ce temps là, les déportés s'organisent. Ils savent que quand leur travail d'incinération sera fini, ils seront tués. Ceux du camp no 1 parviennent à faire un double des clés de l'armurerie.

## La révolte du camp de Treblinka
Le 2 août 1943, le camp se révolte. Les chambres à gaz sont incendiées. Les révoltés doivent couper plusieurs rangées de barbelés avant de pouvoir se sauver. Beaucoup de détenus périssent dans cette révolte. Quelques centaines dont Chil Rajchman parviennent cependant  à s'échapper. La plupart sont repris à l'issue d'une gigantesque chasse à l'homme. Chil Rajchman parvient à échapper aux recherches. Il survit de cachette en cachette manquant de mourir de faim car les évadés reçoivent peu de secours des paysans polonais. Cependant, l'un d'entre eux le cache et le nourrit pendant 15 jours, lui permettant de se remettre sur pied. Il parvient à Varsovie où il reste caché grâce à un ami polonais jusqu'à la libération de la ville par les Soviétiques. Il rédige sur un carnet en yiddish le récit de ses dix mois passés à Treblinka. Ce récit écrit alors que la guerre se déroule encore montre sa volonté de témoigner de faits inimaginables mais réels. Il est l'un des 57 survivants sur  les 750 000 Juifs envoyés à Treblinka.

## Après guerre
Après la guerre, Chil Rajchman garde son manuscrit sans chercher à le faire publier. En 1946, il émigre ensuite en Uruguay, à Montevideo. Il ne commence à témoigner qu'en 1986, aux États-Unis, lors de la procédure de dénaturalisation de John Demjanjuk qu'il identifie à Ivan le Terrible qui actionnait le gazage à Treblinka, puis à son procès à Jérusalem. Il est très affecté quand la cour suprême israélienne invalide la condamnation à mort en 1993 parce qu'il existait un doute sur l'identité de Demjanjuk. Il meurt en 2004. Juste avant de mourir, il demande à sa famille de publier son manuscrit. Son récit, assez court, frappe le lecteur par sa violence, sa crudité. Sans fioritures, sans essayer de se rendre sympathique, il raconte la vie à Treblinka avec des phrases courtes qui claquent parfois comme les coups de fouet qu'il reçoit en permanence. Il parle peu de ses sentiments juste pour dire qu'il regrette d'avoir interdit à sa sœur de manger dans le train alors qu'elle devait mourir en arrivant à Treblinka, qu'il est soulagé que sa mère soit morte avant la guerre. Peu de noms, peu de dates sont mentionnés dans son texte.

## Œuvre
- Je suis le dernier juif – Treblinka (1942-1943), traduit du yiddish par Gilles Rozier, les Arènes, Paris, 2009.